# 瓦朗索勒
瓦朗索勒（法語：Valensole，法語發音：[valɑ̃sɔl]），法国东南部城市，普罗旺斯-阿尔卑斯-蓝色海岸大区上普罗旺斯阿尔卑斯省的一个市镇，隶属于福卡尔基耶区，其市镇面积为127.77平方公里，2022年1月1日时人口数量为3,151人，在法国城市中排名第3,515位。
瓦朗索勒位于上普罗旺斯阿尔卑斯省的西南部，阿尔卑斯山南段的一处山间谷地内，是一个区域性的中心城市，多条公路在此交汇。瓦朗索勒因当地的薰衣草海洋田风光而闻名，法国海军将领皮埃尔-夏尔·维尔纳夫出生于该地。

## 地名来源

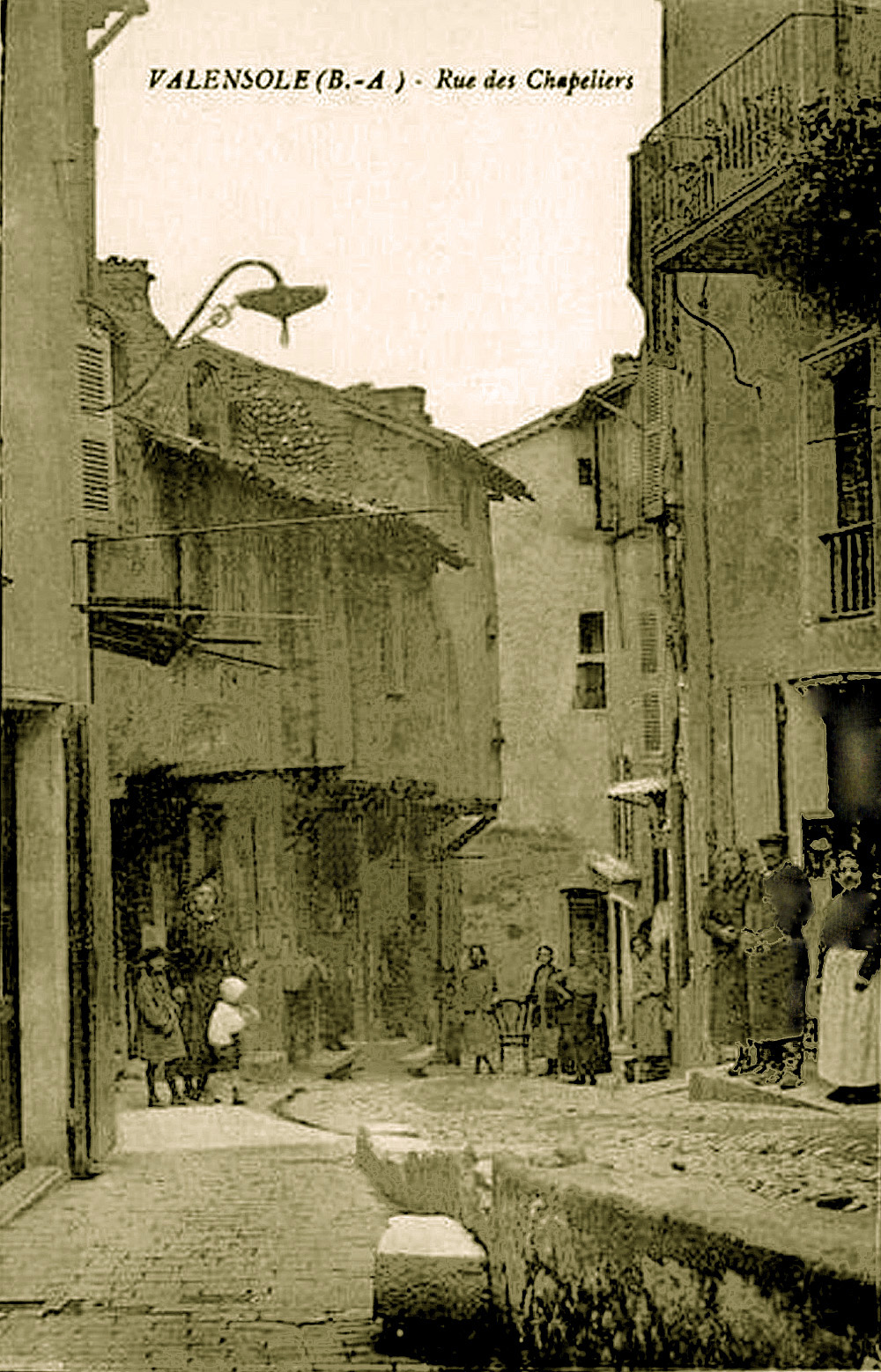
20世纪初的瓦朗索勒

“瓦朗索勒”一名最初于公元909年以“Valentiolam”的形式被记载，根据法国地名学家埃内斯特·内格尔的观点，该名称可能与另一座城市瓦朗斯有关，“-olam”这一后缀有“小型”的含义。
瓦朗索勒所在区域历史上曾通行奥克语，“Valensole”的奥克语拼写为“Valençòla”。
此外，因翻译标准不同，“Valensole”在部分汉语资料中又被译为瓦郎索尔、瓦朗索尔、瓦伦索勒等。

## 历史
根据当地官方网站的论述，瓦朗索勒镇中心所处的丘陵地带在古罗马时期就已形成聚落。彼时，为抵抗勃艮第人及撒拉逊人的进攻，当地统治者在此修建了城墙等防御设施。公元五至六世纪时，该区域又先后遭到哥特人、伦巴第人和萨克森人的入侵。公元910年，马约尔在瓦朗索勒出生，彼时，瓦朗索勒所在的上普罗旺斯地区出现家族纷争，马约尔通过教区神父成为克吕尼修道院的一名道士，随后他通过宗教联合协调了当地贵族间的矛盾，与此同时，他还在瓦朗索勒新建了一处教堂。得益于克吕尼修道院的壮大，瓦朗索勒在中世纪后成为该区域的一个宗教中心，当地于1346年开始修建圣布莱斯教堂。与此同时，瓦朗索勒附近的山间高原地区得到大面积开发，出现了向日葵、葡萄、橄榄等种植园。宗教战争期间，受到克吕尼修道院的影响，瓦朗索勒为天主教联盟的成员，当地的犹太人及新教徒普遍遭到迫害。17世纪后，为解决当地的城市用水问题，瓦朗索勒市区出现了多处喷泉。法国大革命后，瓦朗索勒成为下阿尔卑斯省（1970年更名为“上普罗旺斯阿尔卑斯省”）的一个市镇。20世纪20年代，瓦朗索勒附近出现薰衣草种植田，薰衣草加工成为当地的一项重要经济活动。1965年夏季，瓦朗索勒多次观测到不明飞行物。21世纪初，瓦朗索勒因当地的薰衣草田景观而吸引了大量中国和国际游客，成为一座旅游城市，当地常住人口数量亦有所增加。

## 地理

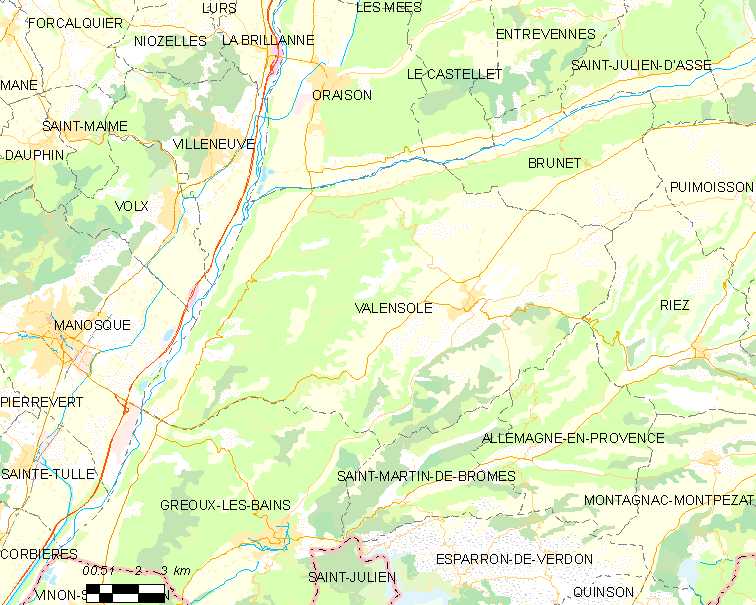
瓦朗索勒市镇范围地图

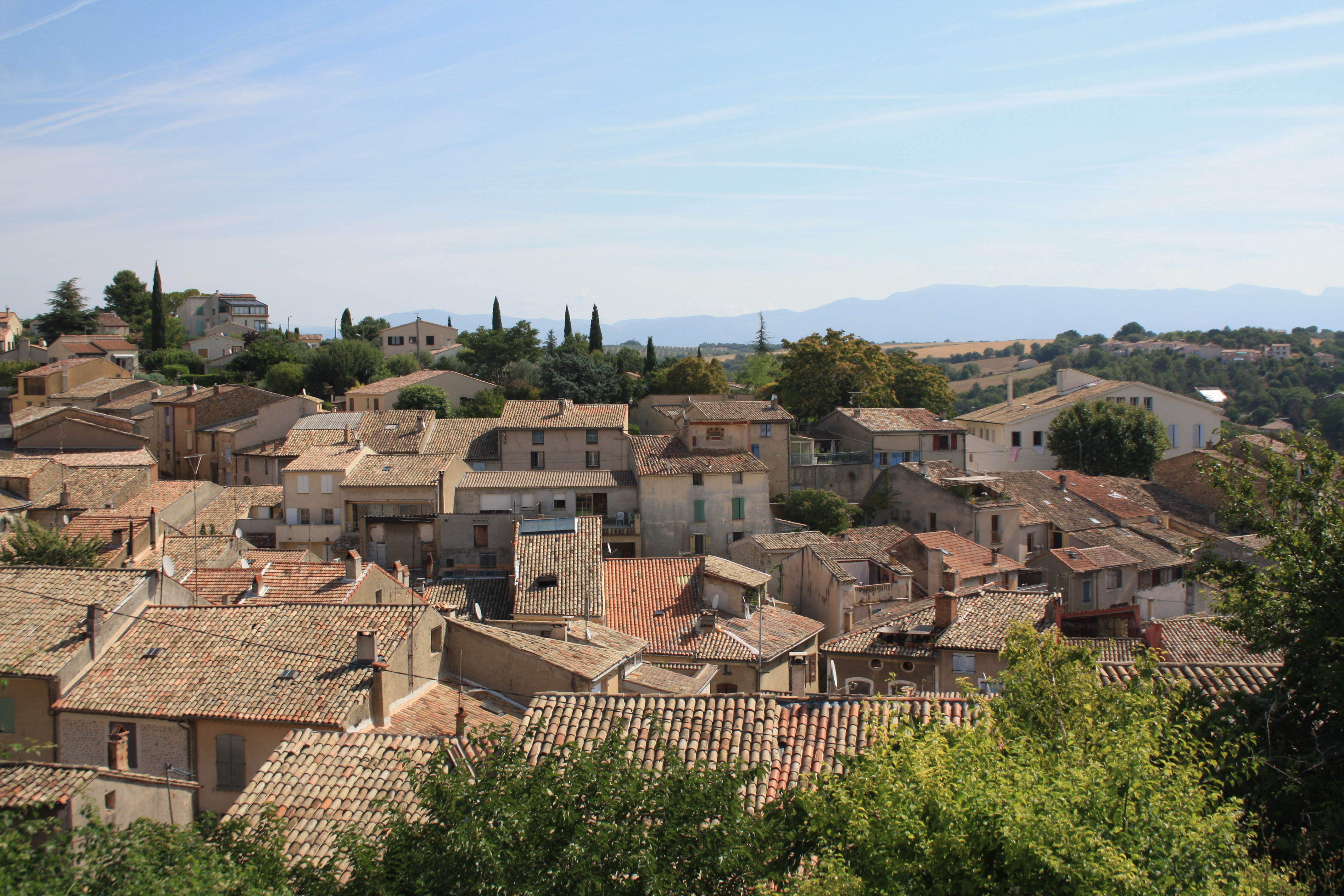
瓦朗索勒镇中心的天际线

瓦朗索勒位于法国东南部，普罗旺斯-阿尔卑斯-蓝色海岸大区中部和上普罗旺斯阿尔卑斯省西南部，距离省会迪涅莱班大约44公里。与瓦朗索勒接壤的市镇包括：普罗旺斯地区阿勒马涅、布吕内、勒卡斯泰莱、格雷乌莱班、马诺斯克、奥赖松、里耶兹、圣马丹德布罗姆、维勒讷沃、沃尔克斯。

### 地形
瓦朗索勒位于阿尔卑斯山西南段，卡斯泰拉讷山与吕贝龙及沃克吕斯山脉之间的过渡地带，境内以浅丘为主，市镇中心地势较为平坦，其管辖范围的西部及南部则多山地，全境海拔在290到651米之间。

### 水文
瓦朗索勒位于罗讷河流域，迪朗斯河及其支流阿斯河分别流经市镇西界和北界，圣母溪（ruisseau de Notre-Dame）则自东向西流经镇中心。

### 植被
瓦朗索勒属于温带阔叶混交林区，部分低海拔地区有亚热带植被分布，林地主要分布于山地及河流附近，市镇周边的平原地区则多种植向日葵及薰衣草。
在鲜花城市的评比中，瓦朗索勒被评为2星级鲜花城市。

### 气候
瓦朗索勒在柯本气候分类法中属于带有山地特征的地中海气候。
瓦朗索勒境内设有常年气象站，以下为该气象站的数据（其中日照数据取自阿努堡-圣欧邦气象站）：
| 瓦朗索勒 1981年－2019年 | 瓦朗索勒 1981年－2019年 | 瓦朗索勒 1981年－2019年 | 瓦朗索勒 1981年－2019年 | 瓦朗索勒 1981年－2019年 | 瓦朗索勒 1981年－2019年 | 瓦朗索勒 1981年－2019年 | 瓦朗索勒 1981年－2019年 | 瓦朗索勒 1981年－2019年 | 瓦朗索勒 1981年－2019年 | 瓦朗索勒 1981年－2019年 | 瓦朗索勒 1981年－2019年 | 瓦朗索勒 1981年－2019年 | 瓦朗索勒 1981年－2019年 |
| 月份                    | 1月                     | 2月                     | 3月                     | 4月                     | 5月                     | 6月                     | 7月                     | 8月                     | 9月                     | 10月                    | 11月                    | 12月                    | 全年                    |
| ----------------------- | ----------------------- | ----------------------- | ----------------------- | ----------------------- | ----------------------- | ----------------------- | ----------------------- | ----------------------- | ----------------------- | ----------------------- | ----------------------- | ----------------------- | ----------------------- |
| 历史最高温 °C（°F）     | 21.5 (70.7)             | 20.4 (68.7)             | 25.3 (77.5)             | 27.8 (82.0)             | 32.3 (90.1)             | 37 (99)                 | 36.5 (97.7)             | 37.5 (99.5)             | 32.6 (90.7)             | 29.3 (84.7)             | 21.5 (70.7)             | 18.9 (66.0)             | 37.5 (99.5)             |
| 平均高温 °C（°F）       | 9.3 (48.7)              | 11 (52)                 | 14.4 (57.9)             | 17.1 (62.8)             | 21.9 (71.4)             | 26.8 (80.2)             | 29.7 (85.5)             | 29 (84)                 | 23.7 (74.7)             | 19 (66)                 | 12.6 (54.7)             | 9.2 (48.6)              | 18.6 (65.5)             |
| 日均气温 °C（°F）       | 5.1 (41.2)              | 6 (43)                  | 8.8 (47.8)              | 11.4 (52.5)             | 15.8 (60.4)             | 20 (68)                 | 22.6 (72.7)             | 22.2 (72.0)             | 17.8 (64.0)             | 14 (57)                 | 8.5 (47.3)              | 5.3 (41.5)              | 13.1 (55.6)             |
| 平均低温 °C（°F）       | 0.9 (33.6)              | 0.9 (33.6)              | 3.1 (37.6)              | 5.6 (42.1)              | 9.7 (49.5)              | 13.2 (55.8)             | 15.5 (59.9)             | 15.5 (59.9)             | 11.8 (53.2)             | 9 (48)                  | 4.3 (39.7)              | 1.5 (34.7)              | 7.6 (45.7)              |
| 历史最低温 °C（°F）     | −6.8 (19.8)             | −10 (14)                | −8.1 (17.4)             | −3.4 (25.9)             | 0.5 (32.9)              | 5.7 (42.3)              | 8.7 (47.7)              | 8.9 (48.0)              | 3.2 (37.8)              | −0.9 (30.4)             | −6.2 (20.8)             | −9.3 (15.3)             | −10 (14)                |
| 平均降水量 mm（）       | 43.1 (1.70)             | 36 (1.4)                | 38.9 (1.53)             | 64.1 (2.52)             | 62 (2.4)                | 51.8 (2.04)             | 30.6 (1.20)             | 63.4 (2.50)             | 73 (2.9)                | 76.4 (3.01)             | 70.7 (2.78)             | 54.9 (2.16)             | 664.9 (26.18)           |
| 月均日照時數            | 170                     | 186.7                   | 231.6                   | 225.2                   | 260.5                   | 302.4                   | 343.4                   | 310.2                   | 247                     | 191.2                   | 159.2                   | 148.1                   | 2,775.5                 |
| 来源：infoclimat.fr     |                         |                         |                         |                         |                         |                         |                         |                         |                         |                         |                         |                         |                         |

## 行政区划
瓦朗索勒的市镇编号为04230，邮政编号为04210。
在行政管理方面，瓦朗索勒隶属于法国普罗旺斯-阿尔卑斯-蓝色海岸大区上普罗旺斯阿尔卑斯省福卡尔基耶区；在地方选举方面，瓦朗索勒是瓦朗索勒县的中央投票站，其市镇范围全境被划入上普罗旺斯阿尔卑斯省第一选区，；在社会管理方面，瓦朗索勒是迪朗斯-吕贝龙-韦尔东地区城市圈公共社区的组成部分。
法国国家统计与经济研究所（简称）在进行数据统计时，将瓦朗索勒单独设为瓦朗索勒城市核心区，但未将瓦朗索勒划入任何城市区（Aire urbaine）内。自2020年起，瓦朗索勒被划入包含30个市镇的马诺斯克城市辐射区内。此外，还将瓦朗索勒市镇整体看作一个“块区”（IRIS），以便于统计人口分布情况。

## 交通

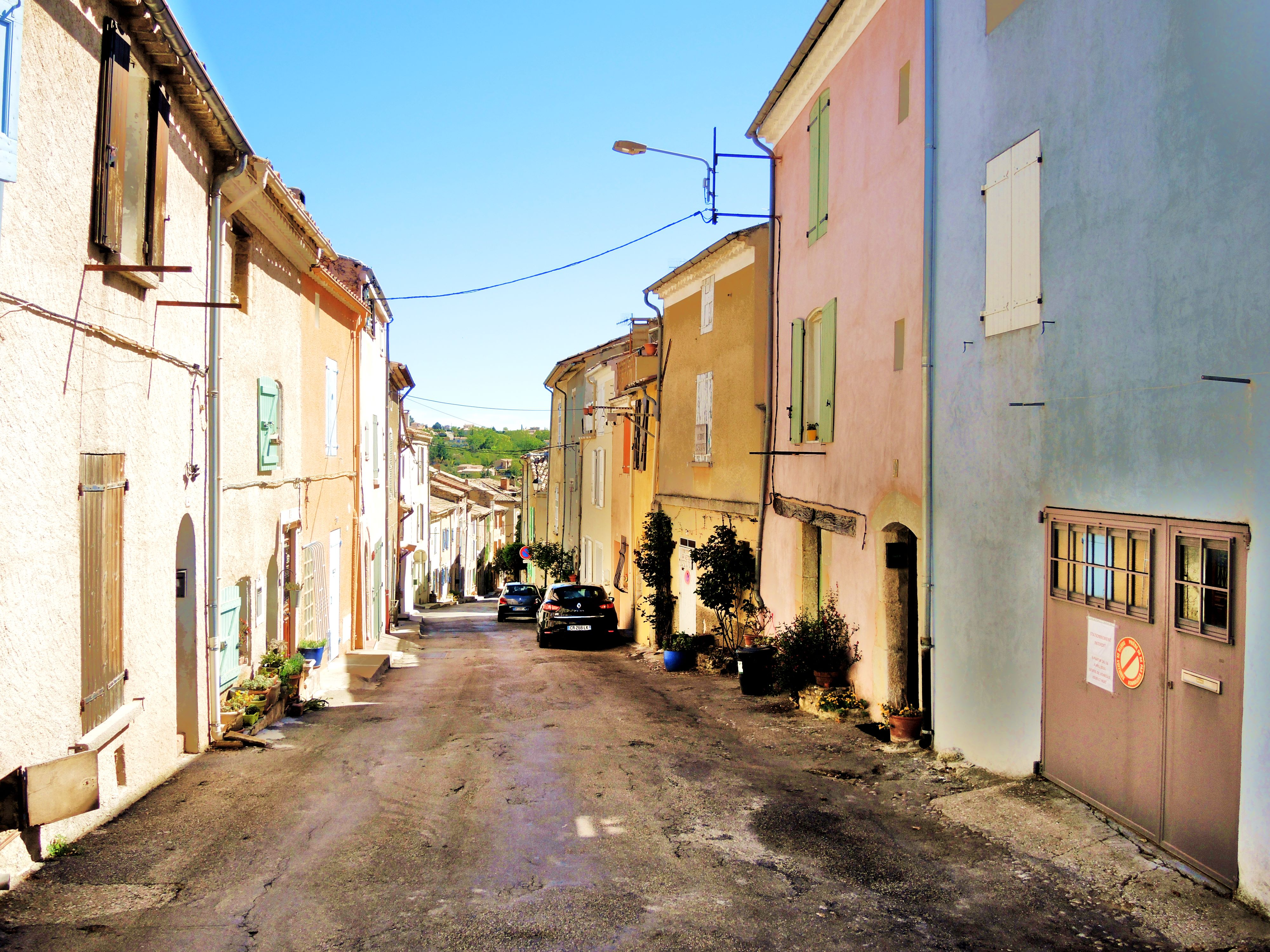
瓦朗索勒的一条街道

### 公路
瓦朗索勒是一个区域性的公路枢纽，上普罗旺斯阿尔卑斯省省道D6线、D8线、D15线和D56线均在此交汇。此外省道D4线和D115线从境内西北侧过境。
| 18 | 18 |

| 迪涅 | 44 |

| 马诺斯克 | 22 |

| 里耶兹 | 14 |

2018年，66.7%的瓦朗索勒家庭拥有至少一辆私人汽车。2019年，瓦朗索勒境内共发生各类交通事故3起，造成3人受伤。

### 铁路
距离瓦朗索勒最近的运营中的客运铁路车站为位于里昂－马赛铁路上的马诺斯克-格雷乌莱班站，该站停靠往返于马赛和布里扬松一线的区域列车。

### 航空
距离瓦朗索勒最近的民用航空站为马赛普罗旺斯国际机场，距离瓦朗索勒市中心的公路里程约94公里。

### 城市公共交通
马诺斯克城市公共交通（商业名称为）是该区域的城市公共交通系统。截至2022年6月，该系统共包括十余条公交线路，其中公交133路可连接瓦朗索勒市区和马诺斯克，另有校车线路可前往里耶兹。

## 政治

### 市政内阁
瓦朗索勒的现任市长为热拉尔·奥里克先生（Gérard AURRIC），他是共和党的一名成员，在2020年的市政选举中获得了60.63%的支持率。
| 瓦朗索勒历届市长             | 瓦朗索勒历届市长            | 瓦朗索勒历届市长          |
| 任期                         | 市长                        | 党派                      |
| ---------------------------- | --------------------------- | ------------------------- |
| 1944年－1967年               | Albert RICHAUD 阿尔贝·里绍  | RI独立激进党              |
| （1967年－1977年间资料暂缺） |                             |                           |
| 1977年－1983年               | Max DEMOL 马克斯·德莫尔     | PS社会党                  |
| 1983年－1989年               | Maurice CHAUPIN 莫里斯·绍潘 | UDF法国民主联盟           |
| 1989年－2008年               | Max DEMOL 马克斯·德莫尔     | PS社会党                  |
| 2008年－                     | Gérard AURRIC 热拉尔·奥里克 | UMP人民运动联盟 →LR共和黨 |

### 各级选举
| 瓦朗索勒历届投票选举结果 | 瓦朗索勒历届投票选举结果       | 瓦朗索勒历届投票选举结果 | 瓦朗索勒历届投票选举结果 | 瓦朗索勒历届投票选举结果  | 瓦朗索勒历届投票选举结果 | 瓦朗索勒历届投票选举结果 | 瓦朗索勒历届投票选举结果  | 瓦朗索勒历届投票选举结果 | 瓦朗索勒历届投票选举结果 |
| 选举项目                 | 选举范围                       | 选区单位                 | 选举结果                 | 选举结果                  | 选举结果                 | 选举结果                 | 选举结果                  | 选举结果                 | 参考资料                 |
| 选举项目                 | 选举范围                       | 选区单位                 | 第一轮胜出者             | 第一轮胜出者              | 支持率                   | 第二轮胜出者             | 第二轮胜出者              | 支持率                   | 参考资料                 |
| ------------------------ | ------------------------------ | ------------------------ | ------------------------ | ------------------------- | ------------------------ | ------------------------ | ------------------------- | ------------------------ | ------------------------ |
| 2017年法國總統選舉       | 法國                           | 市镇                     |                          | 玛丽娜·勒庞               | 31.55%                   |                          | 埃马纽埃尔·马克龙         | 50.15%                   | [ 30 ]                   |
| 2017年法国立法选举       | 上普罗旺斯阿尔卑斯省第一选区   | 市镇                     |                          | 代尔菲娜·巴加里           | 32.78%                   |                          | 代尔菲娜·巴加里           | 61.87%                   | [ 30 ]                   |
| 2019年欧洲议会选举       | 法國                           | 市镇                     |                          | 若尔当·巴尔代拉           | 31.38%                   | （不适用）               | （不适用）                | （不适用）               | [ 32 ]                   |
| 2021年法国省级选举       | 上普罗旺斯阿尔卑斯省           | 县                       |                          | 米谢勒·科特雷 马塞尔·戈萨 | 42.6%                    |                          | 米谢勒·科特雷 马塞尔·戈萨 | 74.37%                   | [ 33 ]                   |
| 2021年法国省级选举       | 上普罗旺斯阿尔卑斯省           | 市镇                     |                          | 米谢勒·科特雷 马塞尔·戈萨 | 37.69%                   |                          | 米谢勒·科特雷 马塞尔·戈萨 | 68.52%                   | [ 33 ]                   |
| 2021年法国大区选举       | 普罗旺斯-阿尔卑斯-蔚蓝海岸大区 | 市镇                     |                          | 蒂埃里·马里亚尼           | 36.07%                   |                          | 雷诺·米斯利埃             | 53.64%                   | [ 34 ]                   |
| 2022年法国总统选举       | 法國                           | 市镇                     |                          | 玛丽娜·勒庞               | 30.35%                   |                          | 玛丽娜·勒庞               | 59.4%                    | [ 30 ]                   |
| 2022年法国立法选举       | 上普罗旺斯阿尔卑斯省第一选区   | 市镇                     |                          | 克里斯蒂安·吉拉尔         | 34.57%                   |                          | 克里斯蒂安·吉拉尔         | 57.57%                   | [ 30 ]                   |

## 人口
2019年，瓦朗索勒市镇人口数量为3,173，在法国排名第3,515位。其中男性1,509人，女性1,664人，75岁及以上人口占11.4%，外籍人口数量为74人，人口密度为25人/平方公里，当地居民被称为（男性）或（女性）。2020年，瓦朗索勒境内出生31人，死亡人口51人。
| 瓦朗索勒1901年－2019年人口变化情况 |
|                                    |
| 数据来源：Cassini、INSEE           |

## 经济
瓦朗索勒是一个区域性的中心城市。截止2022年6月，瓦朗索勒市镇范围内共有各类用人单位（包含自雇）759家，平均历史为17年，其中99.72%为中小型企业（PME），2022年4月至6月间，当地的经济活力指数为1.19%。（农具销售）、（商业中介）及（文化产品）是当地2021年营业额最高的三个企业，分别为2,430,989欧元1,239,506欧元和1,089,208欧元。

## 财政与居民收入
2020年，瓦朗索勒的财政收入总额为3,265,410欧元，财政支出总额为2,403,430欧元，当年的债务总额为828,060欧元。2021年，瓦朗索勒共获得412,832欧元的国家财政补助，比上一年减少了1.52%。
2019年，瓦朗索勒的人均月收入总额为2,119欧元，其中高级职员为3,354欧元，低于法国平均水平（4,230欧元）；中级职员为2,376欧元，低于法国平均水平（2,411欧元）；普通职员为1,715欧元，亦低于法国平均水平（1,740欧元）。
2018年，瓦朗索勒境内的青壮年（15至64岁）失业率为12.0%，当地48.2%的家庭拥有纳税资格，平均纳税2,576欧元，低于法国平均水平（3,910欧元）。

## 社会事务

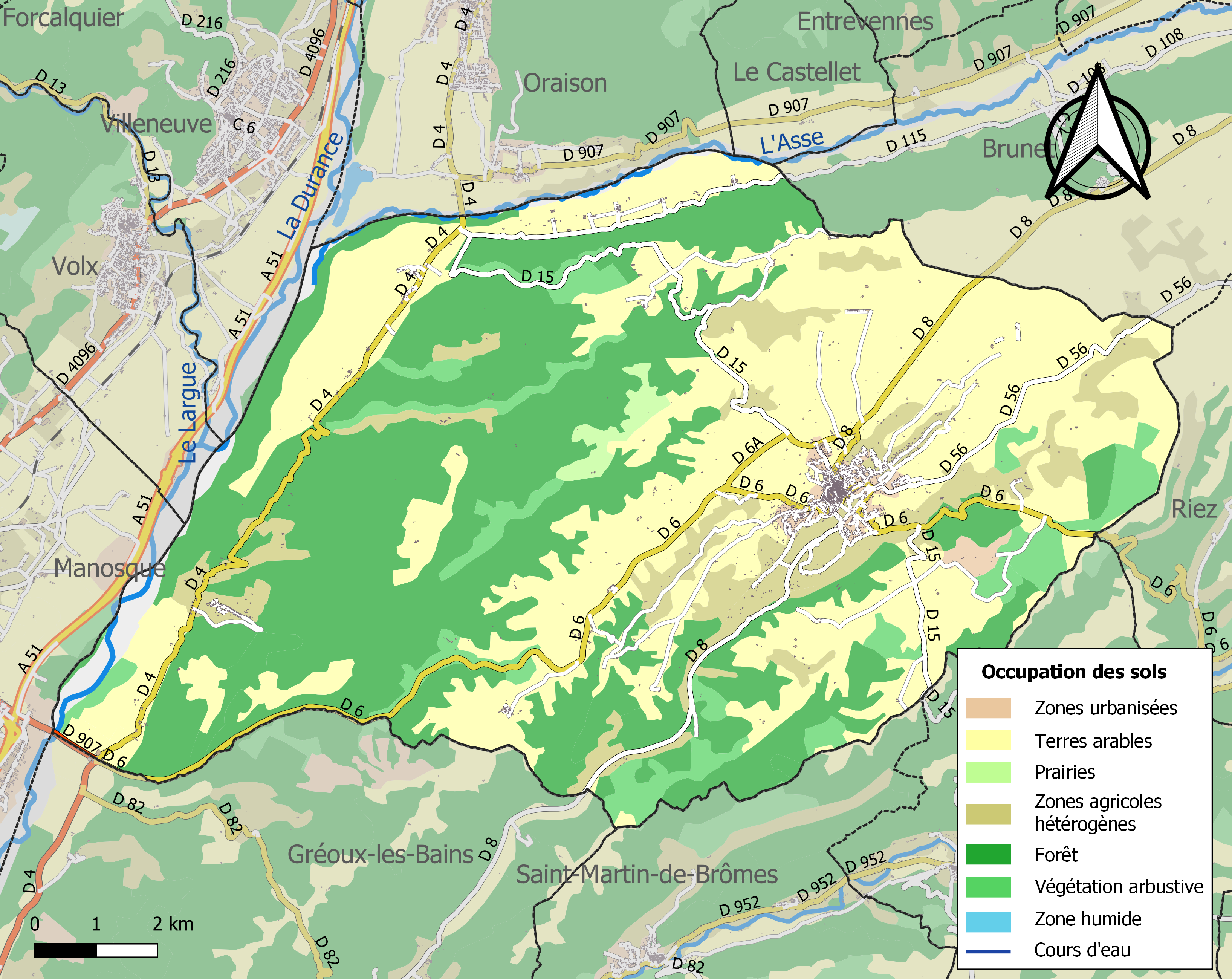
瓦朗索勒土地利用情况地图

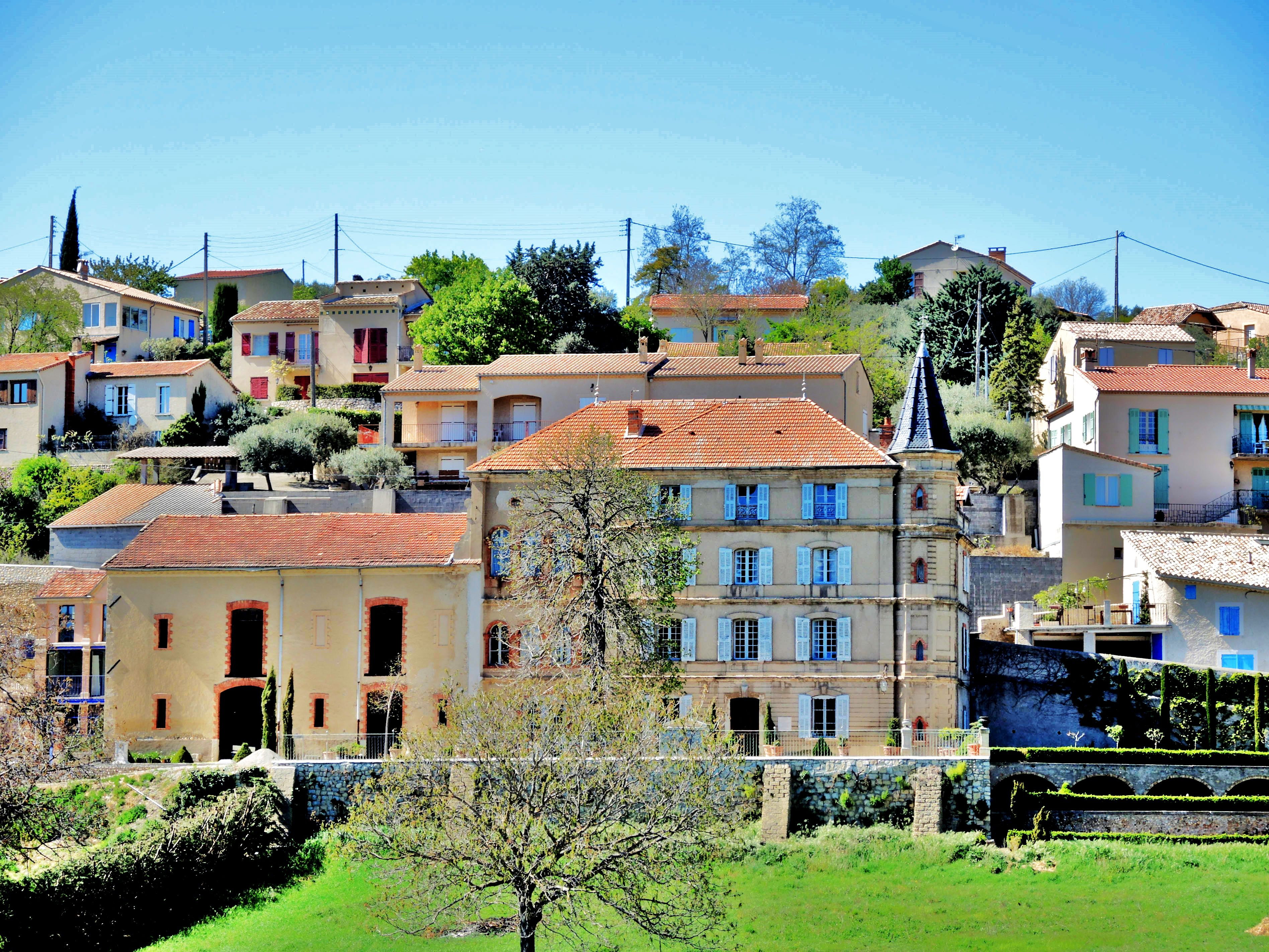
瓦朗索勒勒托洛内街区

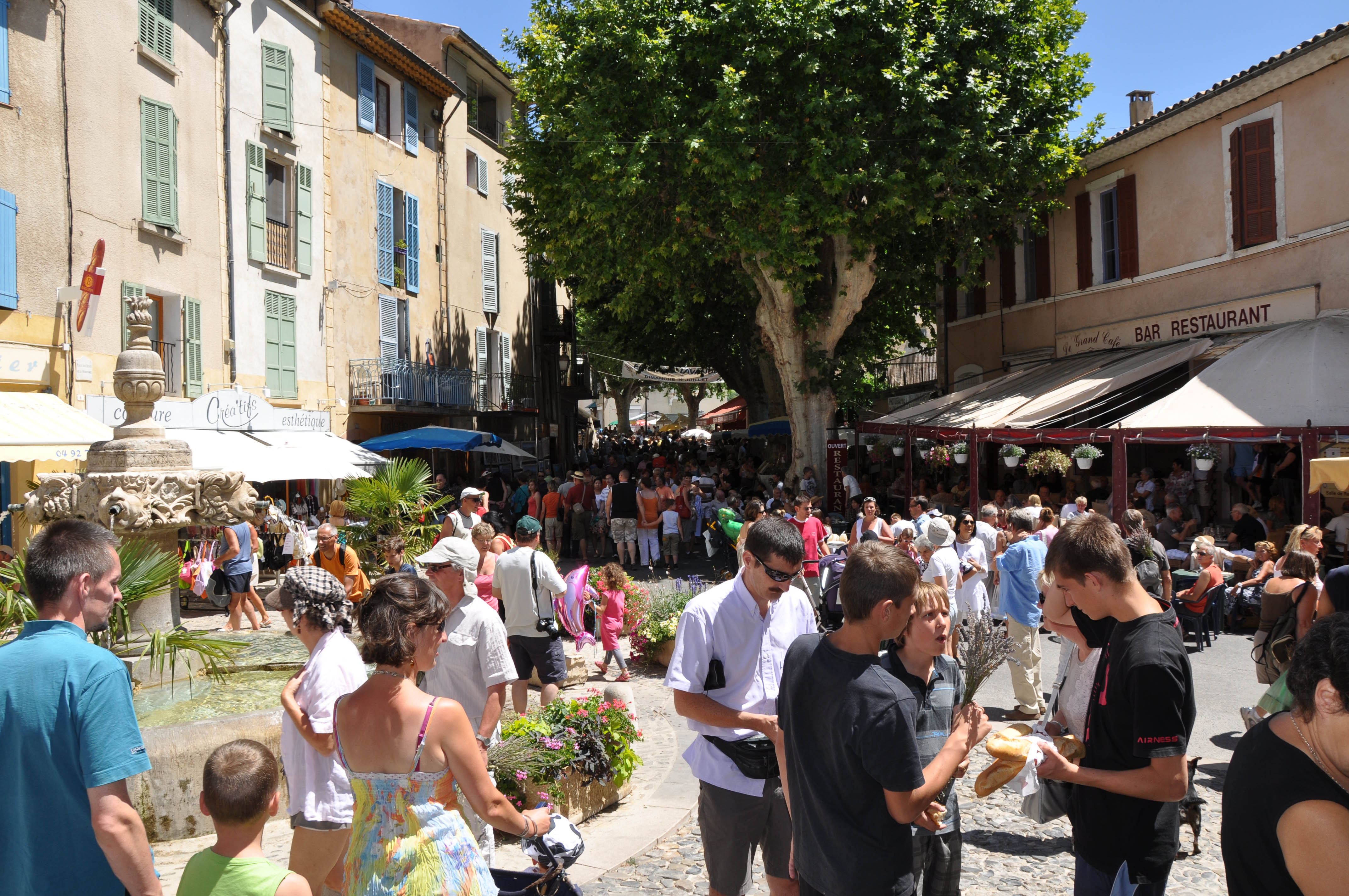
瓦朗索勒集市

### 教育
瓦朗索勒属于艾克斯-马赛学区。截止2020年1月1日，瓦朗索勒境内共有1所幼儿园和1所小学。

### 医疗
截止2020年1月1日，瓦朗索勒境内共有保健师3名、牙医3名和护士12名。境内共有药房1家、养老院1家。
瓦朗索勒是“马诺斯克市际中心医院”（Centre hospitalier Intercommunal de Manosque）的服务范围，后者是法国的一个区域性医疗机构，其主病区位于马诺斯克市区东部，距离瓦朗索勒市区的正常车程在20分钟以内，设有床位210个，是当地规模最大的公立综合性医院。

### 住房
2018年，瓦朗索勒境内共有各类住房2,095套，其中84.5%为独立式居民区，15.1%为集中式居民区。常住房屋占瓦朗索勒市镇范围内居民建筑总量的72.5%。
在住房保障政策方面，2020年，瓦朗索勒境内共有232户家庭获得了住房经济补助，受益人数占总人口数量的7.3%，其中213份为房租补助。

### 商业
2019年，瓦朗索勒境内共有各类实体商铺105家，其中餐厅14家、杂货店4家、面包房3家、肉铺3家、装饰品店1家、银行门店1家、美容美发店7家、汽车维修店6家。距离瓦朗索勒最近的开放式商业街区位于马诺斯克境内。

### 体育
2020年，瓦朗索勒境内共有1家游泳池、2处网球场、1处马术场以及1处足球或橄榄球场。
截至2022年6月，瓦朗索勒境内暂无注册足球俱乐部。瓦朗索勒-格雷乌莱班体育联盟（Alliance Sportive Valensole Gréoux，编号548688）是当地的代表性足球队，其注册地位于格雷乌莱班，该俱乐部主队2022至2023赛季参加上普罗旺斯阿尔卑斯省足球联赛乙组（法国第十级别），其主场为市政球场（Stade Municipal）。

### 环境
瓦朗索勒的环境事务由其所属的迪朗斯-吕贝龙-韦尔东地区城市圈公共社区负责。2019年，瓦朗索勒境内暂无污染企业。

### 治安
2019年，瓦朗索勒市镇范围内有1处宪兵队。
瓦朗索勒所在地是福卡尔基耶国家宪兵队（zone gendarmerie de Forcalquier）的管辖范围。2020年，该宪兵队辖区内共151个市镇累计发生各类案件1,791起，其中盗窃类案件909起，经济类案件274起，毒品交易类案件95起。

## 文化
2020年，瓦朗索勒境内暂无任何文化设施。瓦朗索勒市政府提供保罗·莫雷尔多媒体中心（Médiathèque Paul Maurel），每周三、六向公众开放。

### 建筑
瓦朗索勒境内有多处历史建筑，其中圣布莱斯教堂、维勒纳夫花圃等为法国国家文物保护单位，镇中心南侧的勒托洛内小教堂（Chapelle du Tholonet de Valensole）则是当地的一处地标性建筑物。

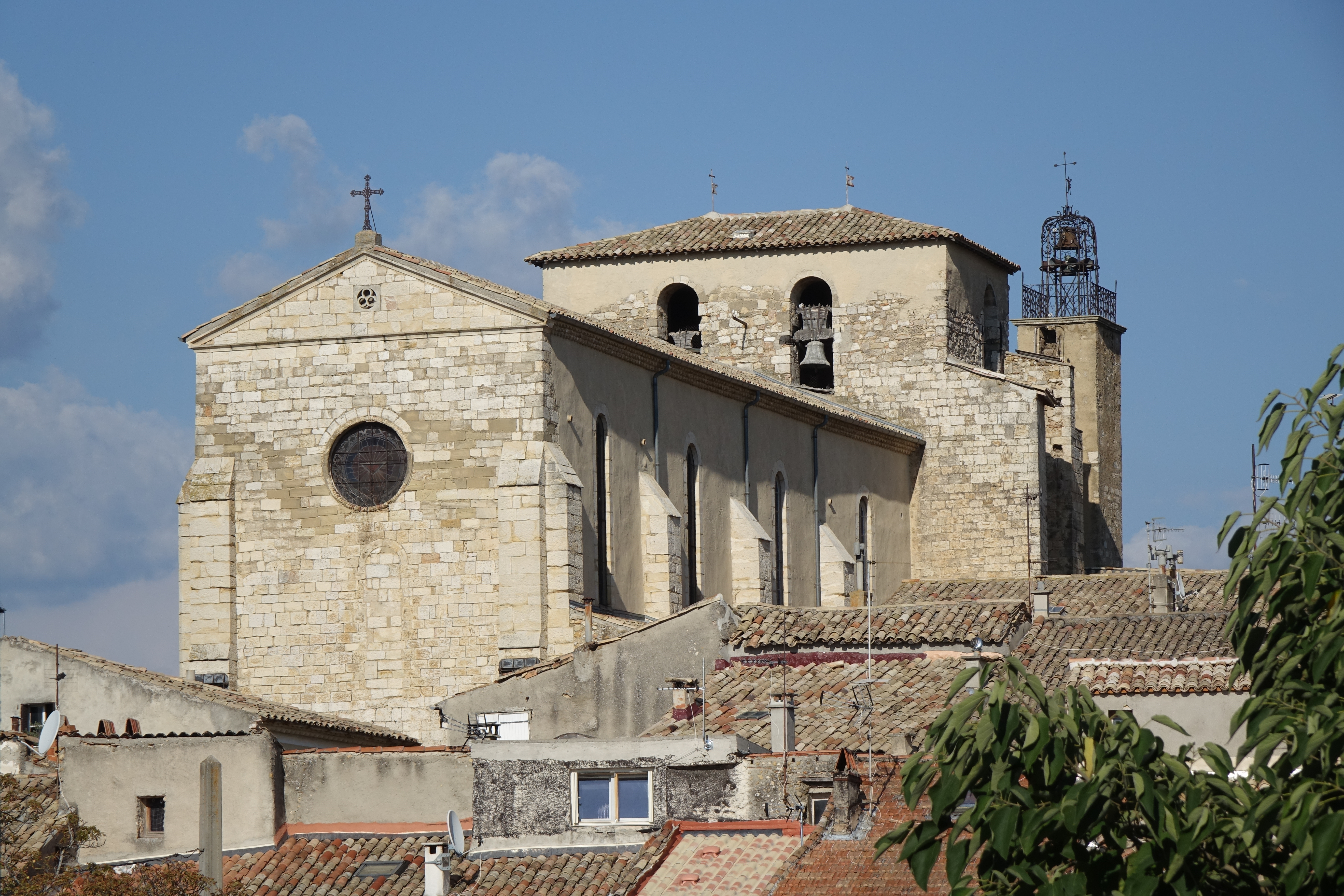
圣布莱斯教堂（法语：Église Saint-Blaise de Valensole）
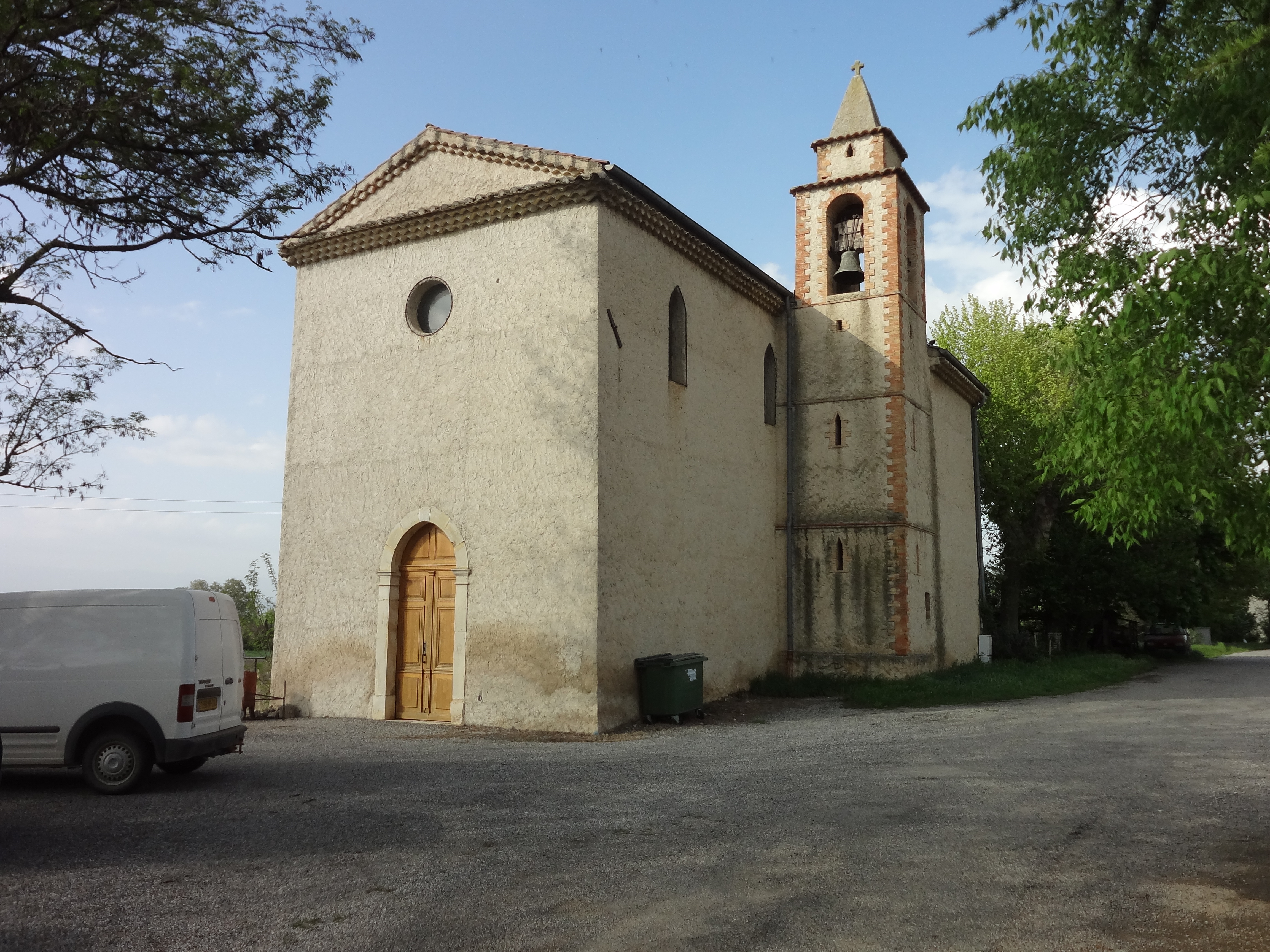
圣玛德莱娜教堂
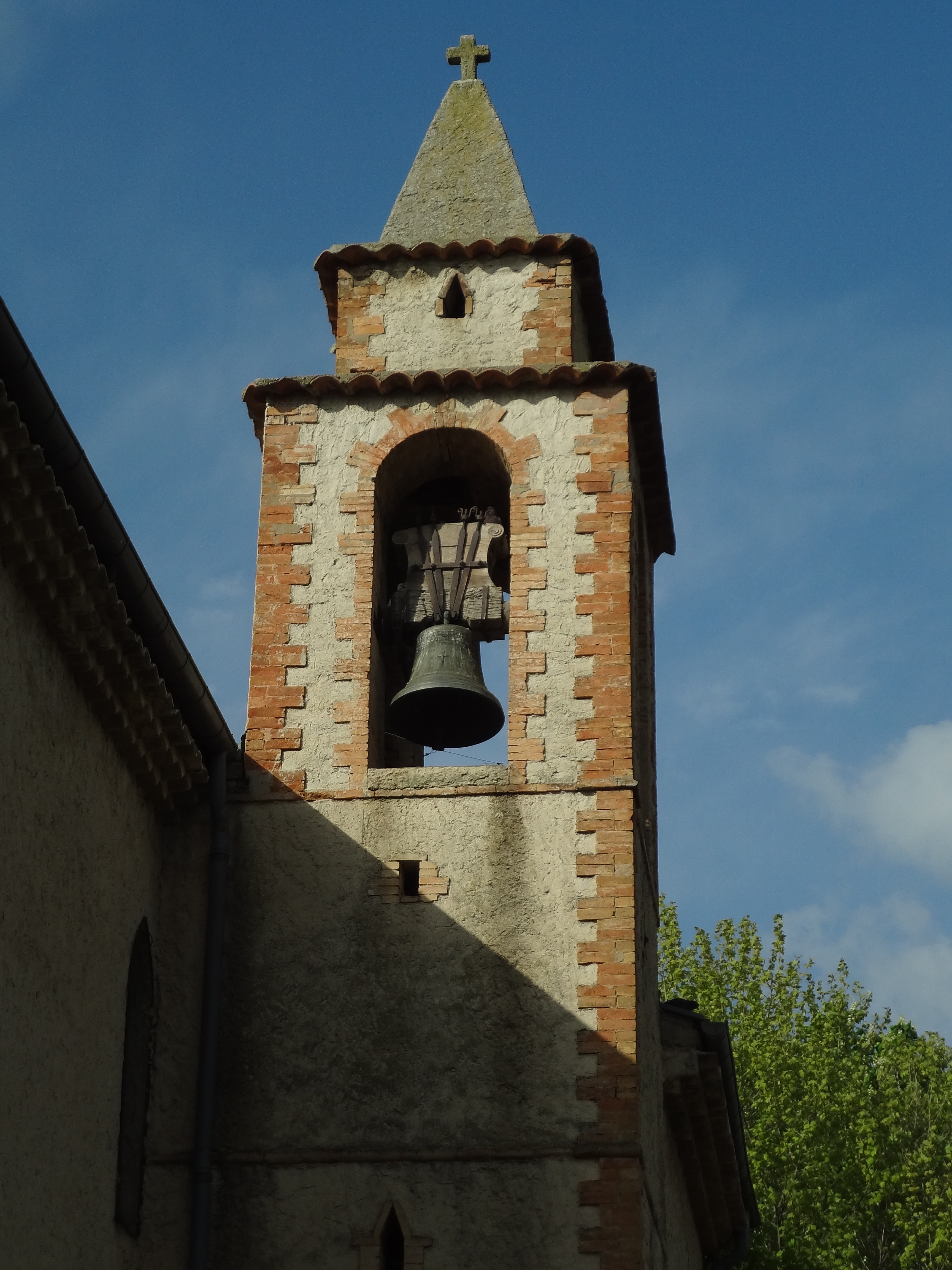
圣玛德莱娜教堂钟楼
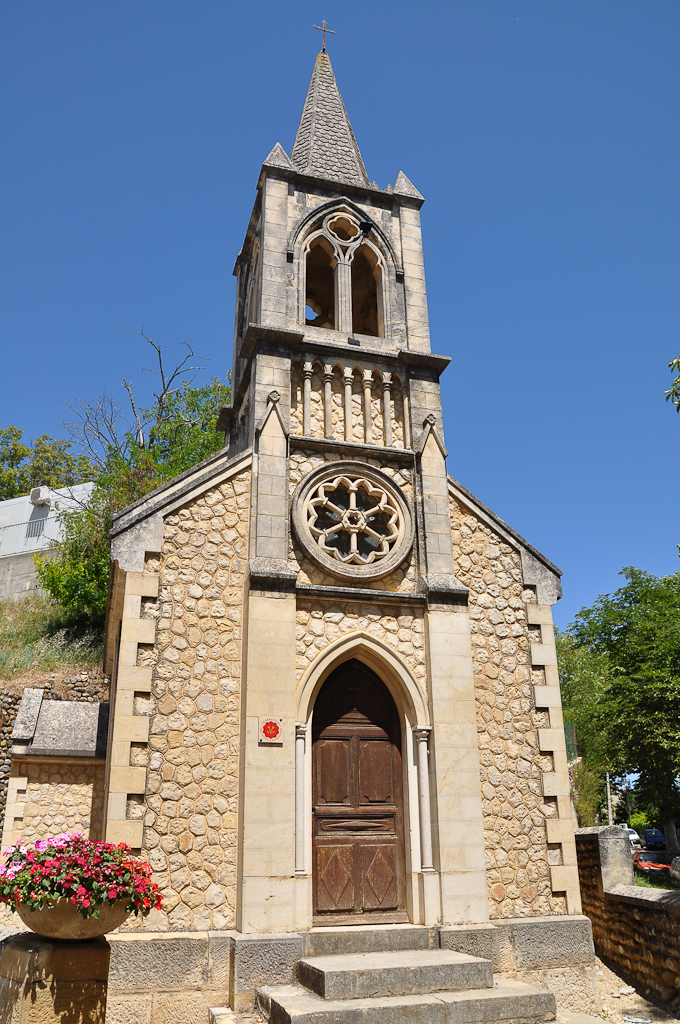
勒托洛内小教堂
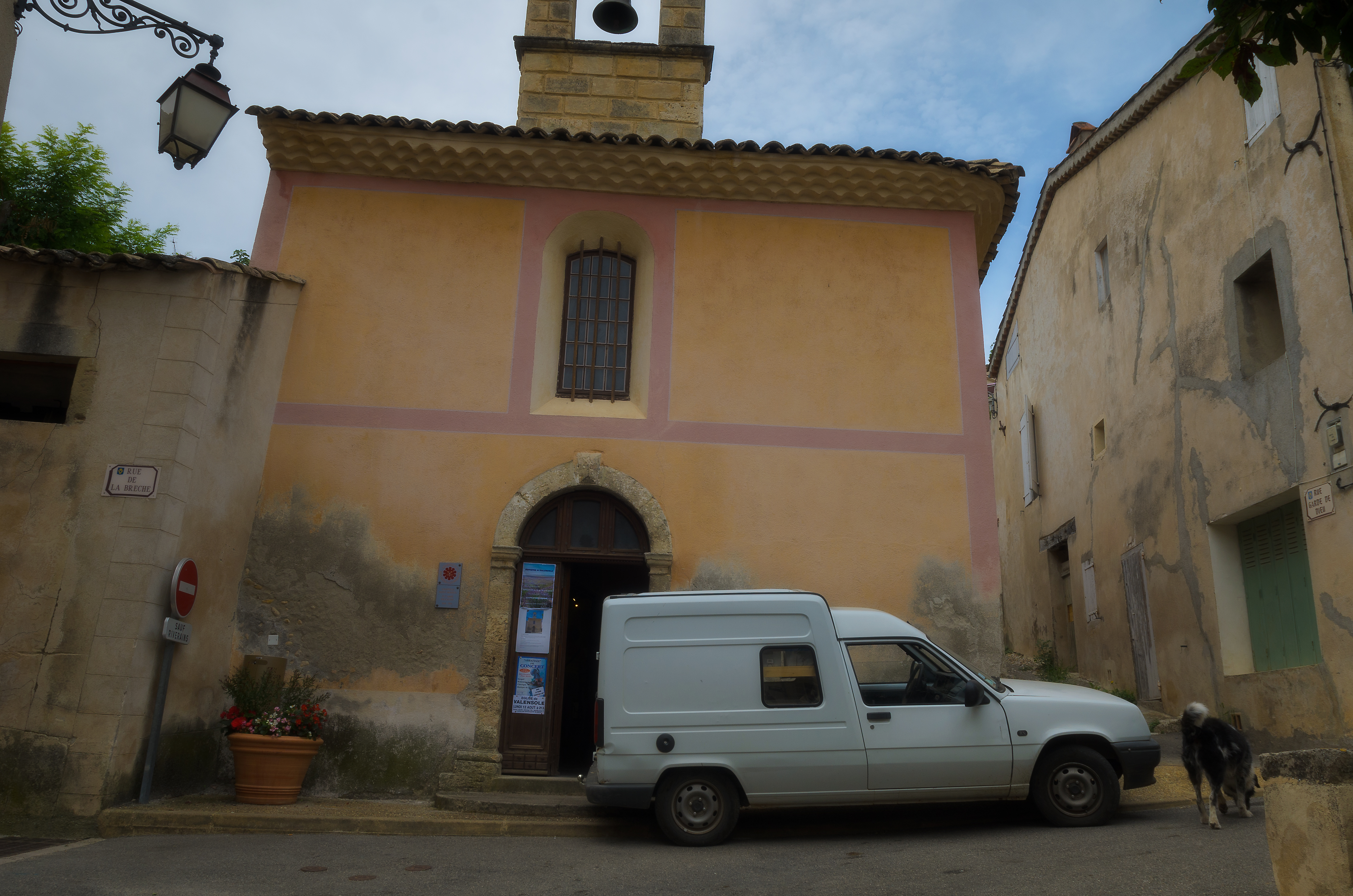
老城建筑
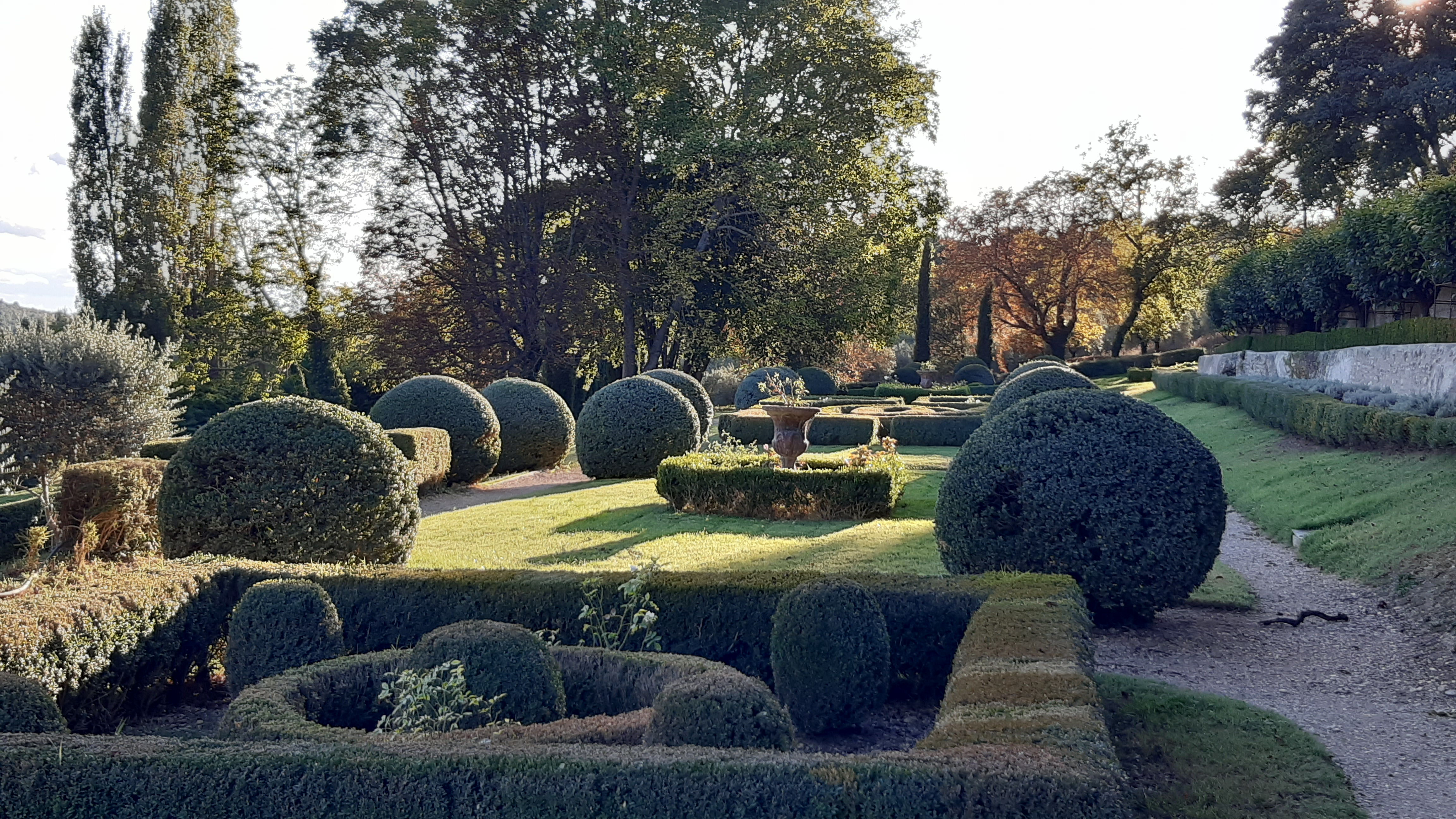
维勒纳夫花圃（法语：Clos de Villeneuve）
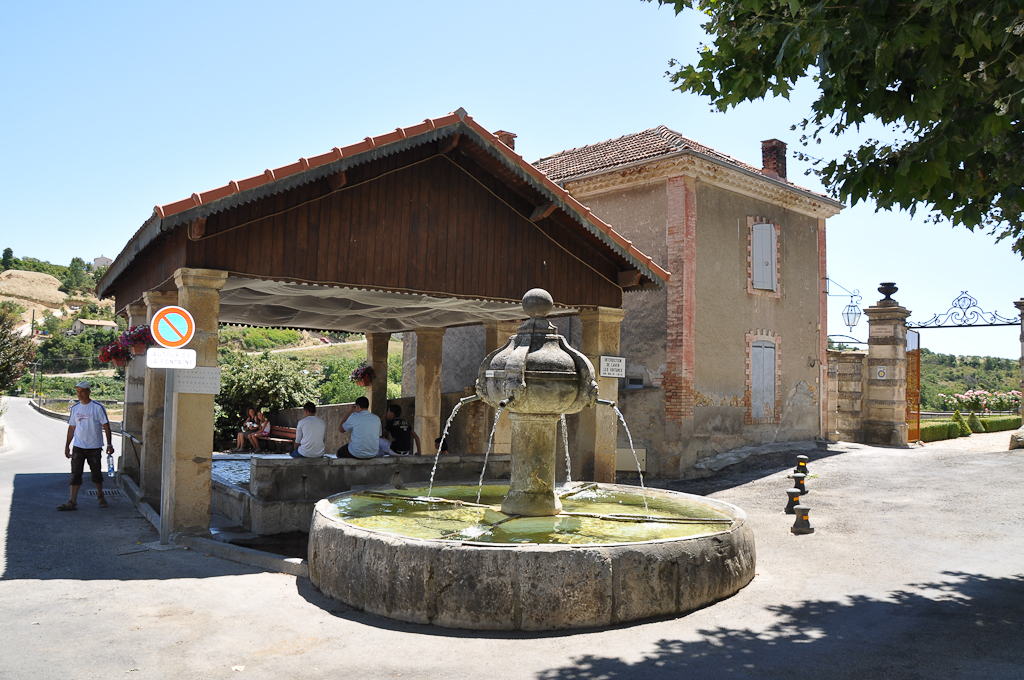
古喷泉

### 旅游

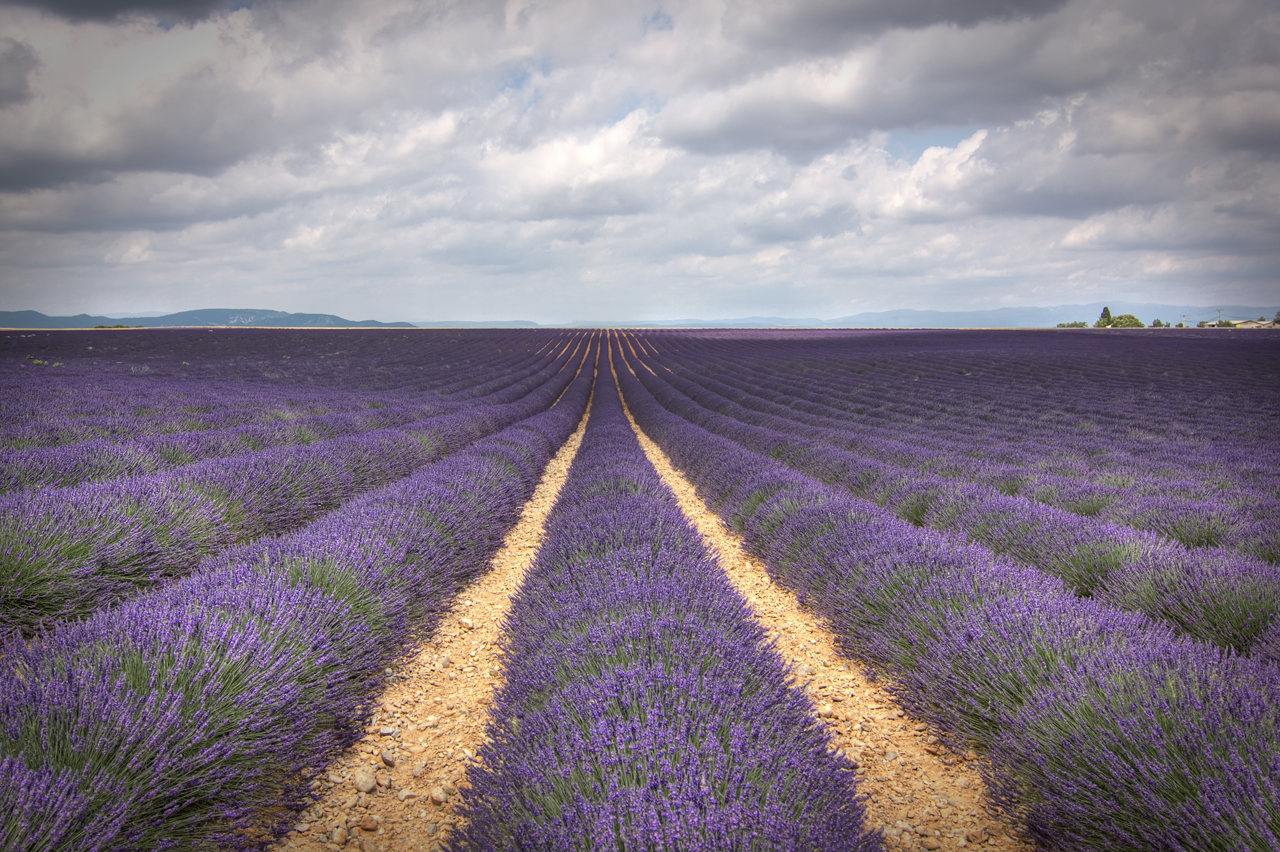
瓦朗索勒附近的薰衣草田

瓦朗索勒是一个区域性的旅游集散中心，当地的旅游事务由其所属的迪朗斯-吕贝龙-韦尔东地区负责。2021年，瓦朗索勒境内共有1家酒店共计13间房间；另有2个露营地，可容纳共204辆露营车。

### 媒体
法国主要的媒体均可在瓦朗索勒接收，法国电视三台下属的普罗旺斯-阿尔卑斯-蓝色海岸大区频道在部分时段播出瓦朗索勒所属区域的地方新闻。赞济讷广播、《马赛曲日报》、《普罗旺斯报》等是当地主要的地方性媒体。

## 相关人物
法国海军将领皮埃尔-夏尔·维尔纳夫出生于瓦朗索勒。

## 友好城市
截至2022年6月，瓦朗索勒暂未建立任何友好城市关系。